# Hans Otto Roth

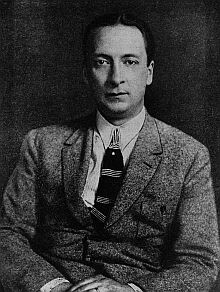
Hans Otto Roth (1924)

Hans Otto Roth (* 29. April 1890 in Schäßburg, Siebenbürgen, Österreich-Ungarn; † 1. April 1953 im Gefängnis Ghencea, Bukarest) war ein rumänischer Politiker aus der deutschsprachigen Minderheit der Siebenbürger Sachsen.

## Leben und Werk
Hans Otto Roth wurde geboren als Sohn des Rechtsanwalts Karl Roth (1846–1901) und der Louise Roth, geb. Hausenblaß (1855–1915); sein Großvater Karl Roth war als Stadthann führender Beamter in Schäßburg. Nach Besuch der Elementarschule 1896–1900 und des Evangelischen Gymnasiums in Schäßburg 1900–1908 studierte er zwischen 1908 und 1912 Jura an den Universitäten Budapest, Wien, Berlin und Zürich. Er promovierte im April 1913 in Budapest. 1907/08 bekleidete er das Amt des Rex Chlamydatorum im Coetus (Schülerorganisation) des Schäßburger Gymnasiums, und zwischen 1910 und 1912 war er Vorsitzender des „Bundes Sächsischer Hochschüler“. Nach seiner Promotion war er bis 1915 in einem Budapester Anwaltsbüro tätig und leistete danach bis 1917 Kriegsdienst. 1917 bis 1918 war er Redakteur beim „Siebenbürgisch-Deutschen Tageblatt“ in Hermannstadt.
Roth begann seine politische Karriere nach der Vereinigung Siebenbürgens mit Rumänien 1918. Als Anwalt und Sekretär des „Zentralausschusses“ bzw. des „Deutschen Volksrates für Siebenbürgen“ arbeitete er auf eine politische Integration der Rumäniendeutschen in dem neuen politischen Umfeld hin. Roth war im Januar 1919 einer der Hauptredner auf dem Volkstag in Mediaș und Mitglied der „Abordnung des Sächsischen Volkes“, die König und Regierung in Bukarest den „Anschluss von Mediaș“ überbrachte. Als Mitglied des Leitungsausschusses (des sog. „Fünferausschusses“) des „Deutsch-Sächsischen Nationalrates für Siebenbürgen“ bereitete er das Programm des „4. Sachsentag“ im November 1919 in Schäßburg vor, wofür er das neue „Sächsische Volksprogamm“ verfasste. Im gleichen Jahr wurde Roth als Abgeordneter ins rumänische Parlament gewählt, dem er bis 1938 angehörte. Aufgrund seiner langjährigen Parlamentstätigkeit wurde er Senator von Rechts wegen und genoss sowohl in deutschen, als auch in rumänischen politischen Kreisen großes Ansehen, nachdem er bereits seit 1922 die deutsche Fraktion als Vorsitzender der Deutschen Partei im Parlament führte.
Im Gegensatz zu seinem Gegenspieler Rudolf Brandsch, der sich für ein Bündnis mit der Nationalen Partei der siebenbürgischen Rumänen einsetzte und mit deren Hilfe er das politische Programm der Rumäniendeutschen zu verwirklichen suchte, vertrat Roth die Position, die deutsche Minderheit dürfe sich nicht an eine Partei binden, sondern müsse versuchen, mit der jeweiligen Regierung zusammenzuarbeiten. Dieser Standpunkt setzte sich durch, er sicherte den Rumäniendeutschen im Voraus eine bestimmte Anzahl von Sitzen im Parlament und eine wohlwollende Behandlung einiger ihrer Forderungen. Die deutschen Parlamentarier mussten trotzdem reichlich Rückschläge hinnehmen, da die zahlreichen Regierungen der Zwischenkriegszeit, einmal an die Macht gelangt, sich oft nicht an die vorher getroffenen Abmachungen hielten und keinesfalls ein Volksgruppenrecht für nationale Minderheiten akzeptieren wollten. Die Zulassung von Schulen, Kirchen und Vereinen in der deutschen Muttersprache wurde als Erfolg gewertet, die den Deutschen Rumäniens gewisse Entfaltungsmöglichkeiten boten.
1921–1923 war Roth Vorsitzender des „Deutschen Theatervereins“, 1928–1932 Präsident der „Hermannstädter Allgemeinen Sparkasse“, 1938–1942 Zweiter Präsident der „Siebenbürgischen Elektrizitätsgesellschaft“, 1939–1941 Präsident des Verwaltungsrates des „Hermannstädter Elektrizitätswerkes“, 1939–1942 Vorsitzender des Verwaltungsrates des „Siebenbürgisch-Deutschen Verlags“ (Herausgeberin des Siebenbürgerisch-Deutschen Tageblattes). Kirchliche Ämter bekleidete er 1927 als Hauptanwalt,  1926–1932 als Mitglied des Landeskonsistoriums und 1932–1949 als Landeskirchenkurator der Evangelischen Kirche A. B. in Rumänien. 1935–1948 war er auch als Rechtsanwalt in Bukarest tätig. Zwischen 1931 und 1934 war er Vorsitzender (Präsident) des Verbandes der deutschen Volksgruppen in Europa. In dieser Funktion protestierte er am 15. Juni 1933 während einer Audienz bei Reichskanzler Adolf Hitler gegen die in Deutschland einsetzende Judenverfolgung und wies auf den potentiellen Schaden für die deutschen Minderheiten Europas hin.

Roth verfolgte mit Besorgnis und Abneigung den wachsenden Einfluss der nationalsozialistisch orientierten „Erneuerungsbewegung“ in Rumänien unter Fritz Fabritius. Auf dem Höhepunkt seiner politischen Karriere schrieb er am 11. September 1939, zehn Tage nach Ausbruch des Zweiten Weltkrieges, im Siebenbürgisch-Deutschen Tageblatt: 

„„Es ist unser Schicksal, in gewissem Sinn ein Doppeldasein zu führen. Wir sind Deutsche und wollen Deutsche sein. Wir sind gleichzeitig aber auch Bürger des rumänischen Staates, dem wir treu verbunden sind [...]. Wir dienen mit unserem Wirken in nichtdeutschen Landen einer großen völkerverbindenden Aufgabe [...].““

Am 4. Juli 1940 erfolgte Roths Ernennung zum Minister für Minderheiten im Kabinett Ion Gigurtu, die er allerdings ablehnte. In einem Gespräch am 8. September 1940 forderte ihn der neue Regierungschef Ion Antonescu auf, als Justizminister in das Kabinett einzutreten. Als Roth dieses ablehnte, bot er ihm das Unterrichtsministerium an und stellte ihm nach abermaliger Ablehnung ein Ministerium seiner Wahl frei.

Am 23. November trat Rumänien an der Seite Deutschlands in den Krieg ein. Drei Tage zuvor wurde die „Deutsche Volksgruppe“ und Führung der neuen „NSDAP der Deutschen Volksgruppe in Rumänien“ als offizielle Körperschaft anerkannt und erhielt das Recht „zur Erhaltung und Festigung ihres nationalen Lebens verpflichtende Bestimmungen für ihre Angehörigen“ zu erlassen. Volksgruppenführer wurde Andreas Schmidt. Schmidt bezeichnete Roth als „Entzweier der Erneuerungsbewegung und Nörgler“. In seiner Rede vom 28. September 1943 sagte Schmidt während einer Rede über Roth:

„„Sie gehören zu den seltenen Ausnahmen, die im fünften Kriegsjahr die nationalsozialistische Revolution immer noch nicht verstehen wollen. Das offenbart Ihre Haltung gegenüber der Volksgruppe. Es wird Ihnen das Ehrenrecht, völkische Dienste zu leisten, entzogen, womit Sie jeglicher Pflichterfüllung in unserer Volksgruppe enthoben sind.““

 Schmidt bezeichnete in dieser Rede Herbert Roth, Hans Otto Roths Sohn, wegen seiner Weigerung, die rumänische Armee zu verlassen und in die Waffen-SS einzutreten als „Drückeberger“ und „Feigling“. Wegen dieser Beleidigung ließen sowohl Herbert als auch Hans Otto Roth Schmidt zum Duell fordern (als Sekundanten überbrachten zwei rumäniendeutsche Generale die Forderung). Schmidt verweigerte sich der Genugtuung. Roth strengte einen Beleidigungsprozess an, der nach Ende des Zweiten Weltkriegs mit der Verhängung einer Geldstrafe gegen den an unbekanntem Ort weilenden Schmidt endete.
Nach dem Königlichen Staatsstreich und dem daraus resultierenden Seitenwechsel Rumäniens am 23. August 1944 versuchte Roth mit anderen ehemaligen Parlamentskollegen die Vertretung der führungslos gewordenen Rumäniendeutschen zu übernehmen. Er rief Rumäniendeutschen zu einer loyalen Haltung gegenüber dem rumänischen Staat auf. Seine Bemühungen, die Verschleppung von Rumäniendeutschen in die Sowjetunion Anfang 1945 zu verhindern, blieben dennoch erfolglos. Alle deutschen Organisationen wurden von den Folgeregierungen verboten. Nach dem Zweiten Weltkrieg geriet Rumänien unter sowjetischen Einfluss. Unter dem Regime der Rumänischen Kommunistischen Partei wurden die Eliten des alten Systems und politische Gegner enteignet, verschleppt oder ermordet. So wurde auch Roth als „Volksfeind“ zunächst im Frühjahr 1948 zum ersten Mal verhaftet und etwa acht Wochen im Bukarester Innenministerium festgehalten. 1952 wurde er erneut von der Securitate inhaftiert und starb ein Jahr darauf am 1. April 1953 im Lager für politische Häftlinge in Bukarest-Ghencea infolge schwerer Haftbedingungen. Hans Otto Roth hinterließ zwei Kinder, Maria Luise und Herbert Roth, sowie seine Witwe Paula Roth, geb. Copony (1895–1976). Seine Familie wurde über seinen Tod nicht benachrichtigt.
Roth stand mit einigen Angehörigen des deutschen Widerstands gegen den Nationalsozialismus in Verbindung. Zu seinen Freunden und Bekannten zählten neben Hans Bernd von Haeften von der deutschen Gesandtschaft in Rumänien auch Ulrich von Hassell und Carl Friedrich Goerdeler, die alle an der Planung des Attentats gegen Hitler vom 20. Juli 1944 beteiligt waren und später hingerichtet wurden.